# Formatie van Esneux
De Formatie van Esneux is een geologische formatie uit het Devoon in de ondergrond van België. De formatie dagzoomt in de Belgische Ardennen en aangrenzende gebieden in het noorden van Frankrijk. De formatie van Esneux is genoemd naar Esneux in de vallei van de Ourthe in de provincie Luik. De formatie behoort tot het Boven- of Midden-Famenniaan en heeft een ouderdom van ongeveer 365 miljoen jaar.

## Lithologie en facies
De Formatie van Esneux bestaat uit lagen siltsteen en fijne zandsteen, waarin duidelijk sedimentaire structuren te herkennen zijn, zoals cross-bedding, parallelle laminatie, en bioturbatie. Het gesteente is vaak omschreven als gelaagde psammiet (kwartsrijk gesteente) dat rijk is aan veldspaat (arkose) en ook kleine micakristallen bevat. De individuele bedden zijn decimeters tot enkele decimeters dik. Op sommige plekken komen fossielen van crinoïden en brachiopoden voor. De silt- en zandlagen worden gescheiden door dunne laagjes schalie. De formatie is plaatselijk sterk geplooid tijdens het omhoogkomen van de Ardennen in het Carboon, met kenmerkende chevronplooien.
De facies van de formatie is de subgetijdenzone. Hoewel de zee waarin ze ontstond relatief diep was, duidt het grote gehalte veldspaten op een grote terrigene invloed. De kust van het verder zuidelijk vormende Hercynische gebergte moet in het Midden-Famenniaan nabij zijn geweest.
In het zuidwesten van de Ardennen wordt in de Formatie van Esneux het Lid van Watissart onderscheiden. Dit is een tot 50 meter dik pakket massieve zandsteenlagen.

## Stratigrafie
De Formatie van Esneux ligt in het Synclinorium van Dinant bovenop de Groep van de Famenne en in het Massief van de Vesder bovenop de Formatie van Hodimont - beide behoren tot het Onder-Famenniaan. Bovenop de Formatie van Esneux ligt in beide gebieden de deels gelijktijdig gevormde Formatie van Souverain-Pré. Bovenop de Formaties van Esneux en Souverain-Pré liggen de Formaties van Évieux en Montfort (Midden- en Boven-Famenniaan). In het zuiden van het Synclinorium van Dinant gaat de Formatie van Esneux over in de gelijktijdig gevormde Formatie van Aye. De Formatie van Aye bestaat uit pelitische lagen waartussen de zandsteenbedden relatief zeldzaam zijn.
De Formatie van Esneux is het dikst op de zuidelijke flank van het Synclinorium van Dinant, waar ze ongeveer 400 meter dik is. In het Massief van de Vesder kan de dikte van de formatie teruglopen tot ongeveer 25 meter. In het Synclinorium van Namen komt de formatie niet voor.